# Ягода Генріх Григорович
Ге́нріх Григо́рович Яго́да (Генох (Єнох, Енох) Гіршович (Гершенович) Ієгуда) (7 (19) листопада 1891 , Рибінськ, Ярославська губернія  — 15 березня 1938 , Розстрільний полігон «Комунарка» ) — радянський державний діяч, перший народний комісар внутрішніх справ СРСР (з липня 1934 по вересень 1936 року), Генеральний комісар держбезпеки СРСР. Член ЦВК СРСР 4 — 7-го скликань. Кандидат у члени ЦК ВКП(б) у 1930—1934 роках. Член ЦК ВКП(б) у 1934—1937 роках.
Злочинець, один з організаторів Голодомору в Україні 1932—1933. Деякі історики вказують, що при народженні мав прізвище Ієгуда, однак точних підтверджень цього не виявлено.

## Життєпис
Народився в єврейській родині ремісника — майстра золотаря. Займався самоосвітою, працював статистиком (за іншими даними — фармацевтом).
Змолоду приєднався до антидержавного руху, брав участь у нелегальній організації в Нижньому Новгороді. У 1904—1905 роках працював у підпільній друкарні, у 1906 році був членом бойової дружини в Сормово. У 1907 році став членом Нижньогородської групи анархістів-комуністів, найближчий помічник І. Чемборисова.
Член РСДРП(б) з грудня 1907 року.
З 1907 по 1911 рік працював у соціал-демократичних учнівських організаціях Нижнього Новгорода. Закінчив екстерном вісім класів гімназії в Нижньому Новгороді.
Підтримував тісне знайомство зі Свердловим і одружився з його племінницею Ідою. До цих років належить знайомство Ягоди з Максимом Горьким, з яким вони пізніше підтримували дружні взаємини (Горький називав його «Ягідкою»).
У 1911 році заарештований, але незабаром звільнений. Переїхав до Москви, де підтримував зв'язки з групою анархістів.
12 травня 1912 року заарештований, до липня 1912 року перебував у Арбатському поліційному будинку Москви. Постановою Особливої наради Міністерства внутрішніх справ Російської імперії від 16 липня 1912 року висланий під гласний нагляд поліції на 2 роки до міста Симбірська. У засланні не працював і партійної роботи не вів.
У 1913—1914 роках — статистик статистичної артілі Союзу міст, статистик каси хворих Путиловського заводу в Петрограді. Працював також у журналі «Вопросы статистики».
У 1914—1916 роках — рядовий, єфрейтор 20-го стрілецького полку 5-го армійського корпусу російської армії на Західному фронті під Львовом і Житомиром. Наприкінці 1916 року був поранений на фронті, демобілізований, переїхав до Петрограда.
У 1917 році — член Петроградської військової організації РСДРП(б), член Петроградської ради. Брав участь у виданні газети «Солдатская правда».
Активний учасник жовтневого перевороту 1917 року в Москві.
У листопаді 1917 — квітні 1918 року — відповідальний редактор газети «Крестьянская беднота».
24 квітня 1918 — 8 вересня 1919 року — керівник справами Вищої військової інспекції РСЧА, перебував на Південному і Східному фронтах.

## ВНК—ОДПУ—НКВС
3 листопада 1919 — 1 грудня 1920 року — керівник справами Особливого відділу Всеросійської надзвичайної комісії при РНК РРФСР.
29 липня 1920 — лютий 1922 року — член колегії Всеросійської надзвичайної комісії при РНК РРФСР.
13 вересня 1920 — 6 квітня 1922 року — керівник справами Всеросійської надзвичайної комісії при РНК РРФСР — ДПУ НКВС РРФСР.
Одночасно, в 1920—1922 роках — керівник справами та член колегії Народного комісаріату зовнішньої торгівлі РРФСР.
1 січня 1921 — 1 червня 1922 року — заступник начальника Особливого відділу Всеросійської надзвичайної комісії при РНК РРФСР — ДПУ НКВС РРФСР.
31 березня 1921 — 30 липня 1927 року — заступник начальника Секретно-оперативного управління Всеросійської надзвичайної комісії при РНК РРФСР — ДПУ НКВС РРФСР — ОДПУ при РНК СРСР.
12 липня — 5 вересня 1921 року — начальник Адміністративно-організаційного управління Всеросійської надзвичайної комісії при РНК РРФСР.
1 червня 1922 — 26 жовтня 1929 року — начальник Особливого відділу ДПУ НКВС РРФСР — ОДПУ при РНК СРСР.
18 вересня — 2 листопада 1923 року — 2-й заступник голови ДПУ НКВС РРФСР. 2 листопада 1923 — 27 жовтня 1929 року — 2-й заступник голови ОДПУ при РНК СРСР.
12 червня 1924 — 10 липня 1934 року — член Особливої наради ОДПУ при РНК СРСР.
30 липня 1927 — 26 жовтня 1929 року — начальник Секретно-оперативного управління ОДПУ при РНК СРСР.
27 жовтня 1929 — 31 липня 1931 року — 1-й заступник голови ОДПУ при РНК СРСР. 31 липня 1931 — вересень 1932 року — 2-й заступник голови ОДПУ при РНК СРСР. У вересні 1932 — 10 липня 1934 року — (фактично 1-й) заступник голови ОДПУ при РНК СРСР.
Одночасно, з жовтня 1931 по 22 листопада 1936 року — заступник голови Комітету резервів при Раді праці і оборони СРСР.
З кінця 1920-х років Ягода фактично очолював ОДПУ через хворобу Менжинського. У 1931—1932 роках організовував каторжні роботи в'язнів на будівництві Біломорсько-Балтійського каналу (ББК), за що його нагороджено орденом Леніна. Для висвітлення цього будівництва Ягода й керівництво ГУЛАГу привернули видних письменників на чолі з Горьким, що прославив рабську працю. На ББК йому було встановлено пам'ятник, а його ім'ям названо Вищу прикордонну школу ОДПУ. Ягода розпочав будівництво каналу Москва-Волга.
10 липня 1934 — 26 вересня 1936 року — народний комісар внутрішніх справ СРСР.
Серією наказів і розпоряджень (зокрема, наказом від 26 січня 1935 «Про реорганізацію тюремного режиму, розпорядженнями про максимальне посилення вимогливості до співробітників») перетворив своє відомство на винятково ефективну машину насильства та вбивств. Створив всеосяжний репресивний апарат, що став досконалим знаряддям тоталітарної системи. Після провокаційного убивства Кірова (1 грудня 1934) Ягода розгорнув широкомасштабну кампанію політичного терору, жертвами якого, зокрема, стали українські письменники Буревій, Влизько, Косинка, Крушельницький, Фальківський та багато інших. У 1935—1936 роках кількість в'язнів у концтаборах зросла вчетверо. 26 листопада 1935 року Ягода першим із наркомів внутрішніх справ відзначений званням генерального комісара державної безпеки, що відповідало військовому званню маршала.
26 вересня 1936 — 3 квітня 1937 року — народний комісар зв'язку СРСР.

## Ставлення до релігії
Цитата з книги Солженіцина «Архіпелаг Гулаг»:
Розповідає очевидець (з оточення Горького, на той час близького до Ягоди): в маєтку Ягоди під Москвою в передбаннику стояли ікони — спеціально для того, щоб Ягода з товаришами, роздягшись, стріляли в них із револьверів, а потім ішли митися.

## Арешт та суд

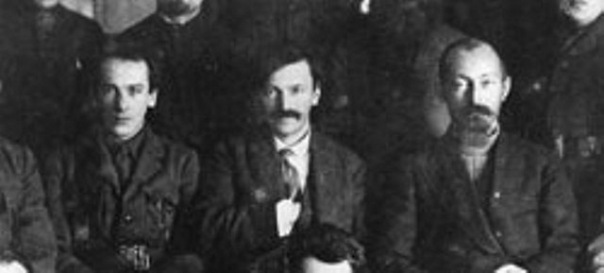
Генріх Ягода (ліворуч), В'ячеслав Менжинський, Фелікс Дзержинський

У внутрішньопартійній боротьбі позиція Ягоди була близька до позиції Бухаріна та Рикова, що було небезпечним для Сталіна. Не з'ясувавши політичний розклад сил, 1935 року розгорнув так звану «кремлівську справу», за якою засуджено 110 осіб на чолі з Каменєвим і Зінов'євим (інкримінували підготовку вбивства Сталіна).

28 березня 1937 заарештований. Під час процесу «правотроцькістського блоку» (2-13 березня 1938) Ягоду разом із Бухаріним, Риковим, Раковським та інших засуджено до розстрілу. Останньою спробою зберегти життя було прохання про помилування, в якому Ягода писав: 
«Провина моя перед Батьківщиною велика. Не спокутувати її бодай у якійсь мірі. Важко вмирати. Перед усім народом і партією стою навколішки і прошу помилувати мене, зберігши мені життя». 
Центральний Виконавчий Комітет СРСР прохання відхилив. Вирок приведено у виконання в підвалі будинку на Луб'янці, де Ягода зовсім недавно був господарем.
Серед інших підсудних він виділявся щонайменше трьома ознаками:
- Деякі звинувачення проти Ягоди (вбивство неприпустимими способами свого попередника Менжинського, сина Горького Пєшкова або навіть самого Горького), цілком можливо були правдиві;
- Ягоду тримали окремо від інших обвинувачених, немає документів про приведення у виконання його смертного вироку й місце його поховання;
- Ягоду, єдиного із засуджених на цьому процесі, так і не реабілітовано ні 1988 року, ні згодом.

Після страти репресовано 15 його найближчих родичів — батьків, дружину, п'ять сестер з їхніми чоловіками та інших. Новий нарком Єжов послідовно винищував кадри Ягоди (всього ліквідовано 14 тис. чекістів).

## Особисте життя
Особисте життя Ягоди мало скандальний характер. Йому приписували зв'язки з багатьма жінками, включно з дружиною Максима Пєшкова — Надією. На суді Ягода заявив, що його участь у вбивстві Максима Пєшкова була пов'язана з особистими причинами, і він не дав щодо цього докладних свідчень навіть у закритому засіданні. Ягода був любителем мистецтва і антикваріату, а також предметів розкоші, іноді досить специфічних.
При обшуку 8 квітня 1937 року у Ягоди були вилучені:
- 22.997 крб. 59 коп., зокрема ощадна книжка на 6.180 крб. 59 коп.
- Вина — 1 229 пляшок. Більшість з них закордонні виготовлення — 1897, 1900 і 1902 років.
- Колекція порнографічних знімків — 3 904 шт.
- Порнографічні фільми — 11 шт.
- Закордонні сигарети (єгипетські, турецькі) — 11 075 шт.
- Закордонні панчохи шовкові та фільдеперсові — 130 пар
- 19 револьверів
- Колекція люльок і мундштуків (зі слонової кістки, бурштину тощо), велика частина з них порнографічних — 165
- Гумовий штучний статевий член
- Антикварних виробів різних — 270
- Рояль, піаніно — 3
- Друкарська машинка — 1
- Контрреволюційна троцькістська, фашистська література — 542
- Валіз закордонних і скринь — 24

## Родинні зв'язки
- Дружина — Софія (Іда) Авербах. Племінниця Свердлова. Була заступником прокурора міста Москви. Страчена у 1938.
- Син — Генріх (1929—2003). 1938-го його було відправлено до дитячого будинку. 1940-го він змінив прізвище на Авербах, проте сховатися від органів йому не вдалося, 1949 його відправили в табір, звідки він вийшов уже після смерті Сталіна. Зумів отримати інженерну освіту, жив в Ангарську, у нього була дружина і двоє дітей. 1969 року він залишив сім'ю і виїхав в Сєвєродонецьк Ворошиловградської області. Тут прожив довгі роки, працював провідним інженером, винайшов машину з перероблення глини, йому дали житло. Він знову одружився з жінкою молодшої його на 20 років і в Сєвєродонецьку у нього народився син Станіслав. Згодом Генріх Авербах поїхав жити в Підмосков'я, а на старості років емігрував з родиною до Ізраїлю, де і помер.

## Нагороди та відзнаки
- Орден Леніна (№ 531, 4.08.1933) — «за загальне керівництво будівництвом Біломорсько-Балтійського каналу».
- Два ордени Червоного Прапора (1927, 1930).
- Орден Трудового Червоного Прапора РРФСР (1932).
- Знаки «Почесний працівник ВНК—ДПУ (V)» (1922), «Почесний працівник ВНК—ДПУ (XV)» (1932), «Почесний працівник РСМ» (1933).
- Ім'я Генріха Ягоди до 1937 року носив Рибінський машинобудівний завод.